# Antje Huber
Pour les articles homonymes, voir Huber.
Antje Huber, née Pust le 23 mai 1924 à Stettin, et morte le 30 septembre 2015 à Essen, est une femme politique allemande membre du Parti social-démocrate d'Allemagne (SPD).
Elle est ministre fédérale de la Jeunesse, de la Famille et de la Santé dans la coalition sociale-libérale d'Helmut Schmidt de 1976 à 1982.

## Biographie
Après avoir passé son Abitur en 1942, elle entame une formation de journaliste, et devient en 1946 journaliste sportive à Berlin, puis à Essen. En 1961, elle entre à l'Académie sociale de Dortmund, achève son cursus un an plus tard, et y obtient un poste de professeure qu'elle quitte en 1969.

## Parcours politique

### Au sein du SPD
Elle adhère au Parti social-démocrate d'Allemagne (SPD) en 1948, et entre dix-sept ans plus tard au comité directeur fédéral. Elle le quitte en 1978 afin de siéger à la présidence fédérale jusqu'en 1984.

### Au sein des institutions
Élue députée fédérale de Rhénanie-du-Nord-Westphalie au Bundestag dans la circonscription Essen III aux législatives de 1969, Antje Huber est nommée ministre fédérale de la Jeunesse, de la Famille et de la Santé le 16 décembre 1976 dans la coalition sociale-libérale dirigée par Helmut Schmidt.
Elle démissionne le 7 avril 1982, et quitte le cabinet trois semaines plus tard. Aux législatives anticipées de 1983, elle est battue dans sa circonscription mais continue de siéger au Bundestag grâce au scrutin de liste. En 1987, elle se retire de la vie politique.

## Annexe